# Czasowniki nierozdzielnie złożone
Czasowniki nierozdzielnie złożone (niem. untrennbare Verben) – rodzaj czasowników złożonych w języku niemieckim. Składają się z czasownika podstawowego, na który pada akcent, oraz z przedrostka. Przykładem takiego czasownika jest missfallen (akcent pada na czasownik fallen, a nie na przedrostek miss-).

## Przedrostki tworzące czasowniki nierozdzielnie złożone
| Przedrostek nieakcentowany | Przykład czasownika podstawowego | Czasownik nierozdzielnie złożony |
| -------------------------- | -------------------------------- | -------------------------------- |
| be-                        | zahlen (wypłacać)                | bezahlen (zapłacić)              |
| emp-                       | fangen (łapać)                   | empfangen (przyjmować)           |
| ent-                       | stehen (stać)                    | entstehen (powstać)              |
| er-                        | halten (zatrzymywać)             | erhalten (otrzymać)              |
| ge-                        | fallen (upaść)                   | gefallen (podobać się)           |
| miss-                      | brauchen (potrzebować)           | missbrauchen (nadużywać)         |
| ver-                       | bringen (przynosić)              | verbringen (spędzać)             |
| zer-                       | reißen (rwać)                    | zerreißen (rozrywać)             |

Istnieją również rzadko używane przedrostki tworzące czasowniki nierozdzielnie złożone. Są to:
- „de-” (np. demontieren – demontować), przed samogłoską: „des-” (np. desorganisieren – dezorganizować)
- „re-” (np. reparieren – reperować).

Uwaga: Nierozdzielnie złożone są też niektóre czasowniki z przedrostkami unter-, über-, durch- i um-, przy czym istnieją czasowniki złożone z tymi przedrostkami, mogące mieć różne znaczenia w zależności od tego, czy są złożone rozdzielnie czy nierozdzielnie.
Na przykład:
- umstellen (nierozdzielny) = „obstawić, otoczyć”, ale: umstellen (rozdzielny) = „przestawić, postawić inaczej”

- unterhalten (nierozdzielny) = „utrzymywać (kogoś), mieć na utrzymaniu”, także: „zabawiać”, ale: unterhalten (rozdzielny) = „podtrzymywać”, „podstawiać”

- übergehen (nierozdzielny) = „pominąć”, ale: übergehen (rozdzielny) = „przejść (przez coś), przekroczyć (coś)”.

- durchkreuzen (nierozdzielny) = „przebyć, przeciąć”, ale: durchkreuzen (rozdzielny) = „przekreślić (na krzyż)”.

## Przedrostek a znaczenie czasownika
Chociaż – jak wynika z powyższej tabelki – czasowniki utworzone przez dodanie przedrostka mają w języku niemieckim znaczenie często zupełnie różne od znaczenia czasownika podstawowego, często dają się też zauważyć pewne prawidłowości:
- Przedrostek be- dołączany do czasowników nieprzechodnich sprawia, że stają się one przechodnie, np. fahren = „jechać”: befahren = „jechać po czymś, używać czegoś jako drogi”, np. eine Straße befahren = „jechać po ulicy”. W połączeniu z czasownikami przechodnimi przedrostek ten wymaga w zdaniu zamiany miejscami dopełnienia przyimkowego z dopełnieniem biernikowym, np. streuen = „sypać”: bestreuen „posypywać”. W innych wypadkach przedrostek be- może też oznaczać zaopatrywanie w coś, np. beblumen = „okwiecić, obsadzić kwiatami”.

- Przedrostek ent- oznacza często usunięcie lub zlikwidowanie czegoś (gehen = „chodzić”: entgehen = „uchodzić”, fliegen = „latać”: entfliegen = „ulatywać”, nehmen =  „brać”: entnehmen = „wyjmować, ujmować coś od czegoś”, także przenośnie: „czerpać skądś /dane, informacje/”), a także przywrócenie czegoś do pierwotnego stanu, np. entbürokratisieren = „odbiurokratyzować”, w tej funkcji tworzy często czasowniki o znaczeniu przeciwstawnym do czasowników o przedrostku be-, np. bevölkern: entvölkern („zaludnić”: „odludnić”)

- Przedrostek er- oznacza skuteczne zakończenie danej czynności, np. zwingen = „zmuszać”: erzwingen = „wymusić (coś na kimś)”, bitten = „prosić”: erbitten = „wyprosić, wybłagać”.

- Przedrostek miss- oznacza złe lub niewłaściwe wykonanie danej czynności (np. leiten = „prowadzić”: missleiten = „źle poprowadzić, sprowadzić na manowce”) lub wykonanie czynności odwrotnej (np. achten = „szanować, poważać”: missachten = „gardzić”).

- Przedrostek ver- oznacza proces stawania się czymś lub przekształcania (się) w coś lub nabywanie przez coś / kogoś (wzgl. przydawanie czemuś / komuś) określonych cech, np. arm = „biedny”: verarmen = „biednieć”; vermodernisieren = „unowocześniać”. Przedrostek ten oznacza także, że na danej czynności upłynął komuś określony czas, np. schlafen = „spać”: verschlafen = „przesypiać”. Może też wskazywać na fakt, że dana czynność powoduje niszczenie, zużywanie czegoś, np. waschen = „myć”: verwaschen = „zniszczyć od wielokrotnego mycia, uczynić niewidocznym od mycia (np. napis na ubraniu)” – tutaj także z czasownikami nieprzechodnimi, np. klingen = „brzmieć”: verklingen = „przebrzmiewać, wybrzmiewać do końca”; gehen = „iść, chodzić”: vergehen = „przemijać, przechodzić”.

- Przedrostek zer- oznacza niszczenie, uszkadzanie czegoś, np. sägen = „piłować”: zersägen = „przepiłowywać”, schneiden = „kroić”: zerschneiden = „rozkrajać”

## Czasownik nierozdzielnie złożony w zdaniu
Czasownik nierozdzielnie złożony zawsze zachowuje swoją nierozdzielność. Czasownika podstawowego nigdy nie można rozdzielić od przedrostka.
| Czas                                        | Zdanie w danym czasie                                        |
| ------------------------------------------- | ------------------------------------------------------------ |
| Czas teraźniejszy (Präsens)                 | Ich bezahle das Auto in Raten.                               |
| Czas przeszły złożony (Perfekt)             | Der Minister hat heute die Delegation aus Wien empfangen.    |
| Czas przeszły prosty (Imperfekt/Präteritum) | Ich entstand.                                                |
| Czas zaprzeszły (Plusquamperfekt)           | Ich hatte missverstanden.                                    |
| Czas przyszły prosty (Futur I)              | Du wirst bezahlen.                                           |
| Czas przyszły złożony (Futur II)            | Ich werde das Buch wahrscheinlich bis morgen erhalten haben. |

Wyżej wymieniona tabela ukazuje kilka zasad dotyczących czasowników nierozdzielnie złożonych:
- przedrostek pozostaje zawsze przy czasowniku podstawowym, który jest jedyną odmienną częścią (we wszystkich czasach)
- kiedy musimy użyć formy czasownika nieregularnego w czasie Imprerfekt/Präteritum (np. stehen w czasowniku entstehen), przedrostek zostawiamy bez zmiany, zaś czasownik podstawowy odmieniamy według formy nieregularnej (np. Präsens – empfangen, Imprerfekt/Präteritum – empfing)
- formę Partizip II (stosowaną np. do tworzenia czasu Perfekt) tworzymy według zasady, ale zawsze opuszczamy przedrostek „ge” (np. Präsens – empfangen, Perfekt – empfangen).